# Agonum humerosum
Agonum humerosum is een keversoort uit de familie loopkevers (Carabidae). De wetenschappelijke naam van de soort werd in 1889 tegelijk met de naam van het ondergeslacht Agonopsis als Anchomenus (Agonopsis) humerosus door Andrej Petrovitsj Semjonov-Tjan-Sjanski gepubliceerd. De naam Agonopsis was echter al in gebruik als Agonopsis T.N. Gill, 1861 voor een geslacht van vissen. In 2002 publiceerde Yves Bousquet de naam Agonops als nomen novum voor wat wel als het monotypische geslacht Agonopsis Semenov werd opgevat. Inmiddels wordt Agonops humerosus, de enige soort uit dat geslacht, echter in het geslacht Agonum geplaatst.